# Santa Margarita (Samar)
Santa Margarita est une municipalité de la province du Samar, aux Philippines.
Sa population est de 24 850 habitants au recensement de 2010 sur une superficie de 129 km2, subdivisée en 36 barangays.